# Stadtsingechor zu Halle
Der Stadtsingechor zu Halle ist ein Knabenchor aus Halle (Saale) in Sachsen-Anhalt mit einer mehr als 900-jährigen Chortradition.
Er wurde im Jahr 1116 gegründet und zählt nach dem Aachener Domchor und den Regensburger Domspatzen zu den drei ältesten Knabenchören Deutschlands. Zudem gilt er als der älteste Chor Mitteldeutschlands und wird gelegentlich auch als „ältester säkularisierter Knabenchor der Welt“ bezeichnet. Die Bekanntheit des Stadtsingechores beruht vor allem auf dessen Chorleitung, die über die Jahrhunderte viele herausragenden Musiker und Komponisten ausfüllten, darunter Samuel Scheidt, Friedrich Wilhelm Zachow und Wilhelm Friedemann Bach. Zu den Schülern des Stadtsingechores zählten um 1809 der Komponist Carl Loewe und im 20. Jahrhundert die beiden Sänger Ivan Rebroff und Gothart Stier.

## Geschichte
Die Geschichte des Stadtsingechores zu Halle lässt sich bis ins 12. Jahrhundert zurückverfolgen. Die erste urkundliche Erwähnung erfolgte im Jahre 1116 mit der Gründung des Klosters Neuwerk. Der Knabenchor aus Halle ist deshalb nach dem Aachener Domchor und den Regensburger Domspatzen der drittälteste Knabenchor Deutschlands und der älteste Knabenchor im mitteldeutschen Raum. Die Klosterschüler und Schüler der Pfarreischulen (ab 1210 unter Aufsicht des Neuwerkklosters gebildet) hatten im Knabenchor die Aufgabe, die Heiligen Messen im Kloster Neuwerk und in den Pfarrkirchen der Stadt Halle musikalisch zu gestalten. Damit bekam er einen neuen Status und verselbständigte sich organisatorisch.
Der Stadtsingechor zu Halle ist mit der Geschichte und den Ereignissen der Stadt Halle eng verknüpft. So sang er über die Jahrhunderte immer wieder auch bei öffentlichen Anlässen. Am 24. Juli 1506 wurde die Kuppe des Roten Turmes in feierlichem Rahmen aufgesetzt; dazu sang der Knabenchor auf dem Halleschen Marktplatz Te Deum Laudamus. Im Zuge der Reformation geriet das Kloster Neuwerk in Schwierigkeiten, ab 1520 begann der Magdeburger Erzbischof und Kardinal Albrecht von Brandenburg mit dem Bau seiner Neuen Residenz (Stift), deren Zentrum der Dom zu Halle wurde. Das Kloster Neuwerk wurde aufgelöst und die Klostergebäude teilweise für die Neue Residenz wiederverwendet. Der Knabenchor verlor seine Heimstatt. Ab 1531 ließ Kardinal Albrecht von Brandenburg ihn in seiner neuen Stiftskirche singen und sicherte so das weitere Bestehen des Chores als Kirchenchor.
Nach der Fusion der Pfarreischulen „Unser Lieben Frauen“, „St. Ulrich“ und „St. Moritz“ mit der Schule des ehemaligen Barfüßerklosters zum neuen Lutherischen Gymnasium zu Halle im Jahr 1565 nahm der Knabenchor dort seine Heimstatt, unterstellte sich dem Rektor des Gymnasiums und bekam die Aufgabe, die Gottesdienste der drei Hauptkirchen der Stadt Halle musikalisch zu gestalten. Dadurch kam er wenig später zum heutigen Namen „Stadtsingechor“. Bis zum Jahre 1808 blieb dieser ohne eigenen musikalischen Leiter. Während der Gottesdienste leiteten die städtischen Musikdirektoren den Stadtsingechor. Alle außerkirchlichen Aktionen wie die regelmäßigen Proben, das „Leichensingen“, das Singen in den Straßen der Stadt sowie die Umgänge der Kurrende wurden von Präfekten und Adjunkten verantwortet.
Samuel Scheidt, er gehört zu den wichtigsten Komponisten des 17. Jahrhunderts, fand zwischen 1628 und 1630 in Halle eine Anstellung als städtischer Musikdirektor, spielte die Orgel in der Marktkirche und leitete in den Gottesdiensten den Stadtsingechor. Im Alter von 20 Jahren wurde Friedrich Wilhelm Zachow 1684 zum Organisten der Marktkirche in Halle gewählt und leitete in den Gottesdiensten auch den Stadtsingechor. Zu den Kantoren der Kirche St. Ulrich gehört Georg Michael Bach (1703–1771), ein Verwandter Johann Sebastian Bachs, der seit 1732 fast vierzig Jahre lang als Kantor und Lehrer am Gymnasium mit dem Stadtsingechor arbeitete. Zwischen 1746 und 1764 war Wilhelm Friedemann Bach Musikdirektor und Organist an der Marktkirche und leitete auch den Stadtsingechor zu Halle.
Mit der Auflösung des „Lutherischen Gymnasiums zu Halle“ und der Übernahme des Chores durch die Franckeschen Stiftungen wurde 1808 das Amt des Chordirektors für den Stadtsingechor geschaffen. Der erste Direktor wurde im gleichen Jahr der Universitätsmusikdirektor Daniel Gottlob Türk. Im 19. Jahrhundert leitete Johann Friedrich Naue den Stadtsingechor für mehr als vierzig Jahre und beeinflusste die Entwicklung des Knabenchores sowie das Musikleben der Stadt Halle nachhaltig. Seit 1946 befindet sich der Chor in städtischer Trägerschaft. Bedeutende Chordirektoren des 20. Jahrhunderts waren unter anderen Karl Klanert und insbesondere Dorothea Köhler, der von 1968 bis 1990 der Wiederaufbau des Stadtsingechores zu einem international gefragten Konzert- und Oratorienchor gelang. Wichtige Aufbauarbeit leistete von 2007 bis 2014 auch Frank-Steffen Elster. Sein Nachfolger Clemens Flämig übernahm im November 2014 dieses Amt.
Nach 1990 entwickelte sich eine stärkere internationale Konzertreisetätigkeit des Chores, u. a. nach Belgien, Spanien, in die Schweiz, nach Großbritannien, 2001 nach Russland und Estland, 2003 in die USA, 2005 nach Dänemark, 2009 nach China, 2013 nach Litauen sowie 2015 nach Finnland.
Im Jahr 2016 feierte der Stadtsingechor zu Halle sein 900-jähriges Bestehen. Eigens für dieses Jubiläum und das Jubiläumskonzert vom Mai 2016 schrieb der Hallenser Komponist Thomas Buchholz seine Komposition Nongenti aus 900 Takten. Darin wird die Geschichte des Stadtsingechores erzählt. Im Rahmen der vielfältigen Jubiläumsveranstaltungen initiierte der Chor auch eine Notenpatenschaftsaktion. Zur Unterstützung des Chores wurden dabei 900 Notenpaten gesucht, die dem Stadtsingechor für den Preis von 50 Euro einen Takt in Nongenti schenken.

## Beschreibung
Im Mittelpunkt der Chorarbeit des städtischen Knabenchores zu Halle steht die Pflege der Geistlichen Chormusik mitteldeutscher Musiktradition mit Werken von Georg Friedrich Händel, Johann Sebastian Bach, Samuel Scheidt und Heinrich Schütz bei den Motetten in der Marktkirche Halle und im Merseburger Dom. Eine große Rolle in der Arbeit des Chores spielt ebenso die rege Zusammenarbeit mit der Staatskapelle Halle.
Neben den Verpflichtungen in der Stadt Halle geht der Chor auch regelmäßig im In- und Ausland auf Konzerttournee, bspw. mit seiner 900-jährigen Jubiläumstour durch ganz Deutschland (2016). Die regelmäßige Teilnahme bei den Händel-Festspielen Halle führte unter anderem zur Zusammenarbeit mit internationalen Künstlern wie Trevor Pinnock, Stephen Simon und Alessandro De Marchi.
Der Stadtsingechor zu Halle ist Mitglied im Verband Deutscher Konzertchöre (VDKC).

## Leben und Erziehung
Für musisch begabte Knaben zwischen 9 und 19 Jahren verbindet sich im Stadtsingechor zu Halle eine umfassende musikalische Ausbildung auf hohem Niveau mit einer anspruchsvollen Schulbildung am Landesgymnasium Latina.
Anders als bei den meisten Knabenchören ist der Stadtsingechor zu Halle kein Internatschor. Eine Internatsunterbringung wird für auswärtige Bewerber in den Franckeschen Stiftungen allerdings angeboten.

### Vorschulalter
Der Stadtsingechor zu Halle bietet Knaben im Vorschulalter den Schnupperbesuch des Musikunterrichts beim Stadtsingechor an. Durch zielgerichtete Suche in Kindertagesstätten der Stadt Halle werden interessierte Kinder auf ihre musikalische Eignung getestet. Inhaltlicher Schwerpunkt der Musikalischen Früherziehung ist das Singen. Aber auch das Ausprobieren an Musikinstrumenten, das konzentrierte Musikhören, die Bewegung zur Musik, die Instrumentenkunde und die spielerische Hörschulung wird während des wöchentlich stattfindenden Musikunterrichts beim Stadtsingechor ermöglicht.

### Grundschulalter
Für alle interessierten Knaben der Klassenstufen 1–4 besteht die Möglichkeit, die Grundschule „August Hermann Francke“ zu besuchen. So können sie am Nachmittag im Hort der Franckeschen Stiftungen betreut werden und kommen zum Unterricht und den Proben ins Chorhaus.
Bei Interesse und entsprechender musikalischer, stimmlicher Eignung werden Knaben im Grundschulalter der 1. und 2. Klasse in den Aspirantenbereich aufgenommen werden. In einer wöchentlichen Übungsstunde erhalten sie dann Unterricht in Elementarer Musikpädagogik (Singen, Stimmbildung am Lied, Musizieren mit Instrumenten, spielerische Vermittlung von Musiktheorie und Hörschulung). In einer weiteren, reinen Singstunde können sie erste Erfahrungen in einer Chorgemeinschaft sammeln. Die Arbeit mit der 2. Klasse dient der intensiven Vorbereitung der Knaben auf die folgende musikalische Arbeit im Stadtsingechor. Deshalb haben die Übungsstunden einen verstärkten musiktheoretischen Schwerpunkt. Im Aspirantenchor werden die Knaben auf die spätere Chorarbeit und kleine Auftritte vorbereitet, z. B. bei den Händelfestspielen, bei denen sie den Adventsgottesdienst in der Ev. Kirche Halle-Beesen musikalisch gestalten und traditionell zum Schuljahresende in verschiedenen Kirchen der Stadt Halle ein geistliches Singspiel aufführen.
Am Ende des 2. Schuljahres werden die stimmliche und musikalische Entwicklung sowie die schulische Eignung der Knaben bei einem Vorsingen überprüft. Die Aufnahme in den Stadtsingechor erfolgt in der Regel zu Beginn des 3. Schuljahres.
In der 3. Klasse werden die Knaben an die großen Aufgaben des Stadtsingechores herangeführt. Sie proben separat, in reduzierter Stundenanzahl und nehmen mit ausgewählten Stücken an den Konzerten und Motetten teil. So wachsen sie langsam in den Chor hinein und steigern in der 4. Klasse schrittweise ihr wöchentliches Probenpensum.

### Oberschulalter
Ab der 5. Klasse geht es für die Chorknaben um ihre Aufnahme im Musikspezialzweig des Landesgymnasiums Latina. Grundvoraussetzung sind gute bis sehr gute schulische Leistungen in der Grundschule und die gymnasiale Empfehlung. In einer musikalischen Eignungsprüfung werden die stimmliche Eignung, das musikalische Hörvermögen und musiktheoretische Grundlagen überprüft.
Neben den allgemein üblichen Fächern erhalten die Schüler eine wöchentlich vierstündige musikalische Spezialausbildung in den Fächern Musikkunde, Stimmbildung und Musiktheorie. Ergänzt wird diese Ausbildung durch die Arbeit im Chor. Die Erarbeitung solistischer Aufgaben ist für viele Sänger ein erstrebenswertes Ziel. Neben chorsolistischen Aufgaben beteiligen sich regelmäßig geeignete Knaben des Stadtsingechores an der Gestaltung von Aufführungen des Opernhauses Halle und anderen Projekten.
Alle Jungen werden auch während des Stimmwechsels von ihren Stimmbildnern eingehend betreut. In der Abiturstufe wird dem Sänger mit der Wahl des Profilfaches Gesang frühzeitig und sehr intensiv ermöglicht, sich auf ein späteres Gesangsstudium vorzubereiten.

## Auszeichnungen
- 1972: Kunstpreis der Stadt Halle
- 1981: Händel-Preis des Rates des Bezirks Halle
- 2002: 1. Preis beim Deutschen Chorwettbewerb in Osnabrück
- 2003: Zelter-Plakette

Mit der Auflösung des lutherischen Gymnasiums und der Übernahme des Chores durch die Franckeschen Stiftungen wurde 1808 für den Stadtsingechor zu Halle das Amt des Chordirektors geschaffen. Folgende Musiker und Komponisten bekleideten dieses Amt:
- 1808–1813: Daniel Gottlob Türk
- 1813–1816: Johann Nikolaus Koetschau
- 1816–1856: Johann Friedrich Naue
- 1856–1892: Carl Adolf Haßler
- 1892–1900: Otto Schröder
- 1900–1939: Karl Klanert
- 1939–1945: Otto Weu
- 1945–1950: Richard Doell
- 1951–1958: Alfred Zimmer
- 1959–1968: Carlferdinand Zech
- 1968–1990: Dorothea Köhler
- 1990–1990: Christian Schicha
- 1990–1990: Gothart Stier (Interimsleitung)
- 1991–1996: Stefan Bevier
- 1996–1998: Martin Stephan (Interimsleitung)
- 1998–2003: Helmut Steger
- 2003–2006: Gothart Stier (Interimsleitung)
- 2006–2007: Nikolaus Müller (Interimsleitung)
- 2007–2014: Frank-Steffen Elster
- 2014–2014: Tabea Lempe (Interimsleitung)
- seit 2014: Clemens Flämig

## Bekannte ehemalige Sänger
- Axel Gebhardt, Komponist und Pianist
- Kurt Hübenthal, Sänger, Regisseur und Musikpädagoge
- Carl Loewe, Komponist
- Fred Frohberg, Schlagersänger
- Ivan Rebroff (bürgerl. Hans Rolf Rippert), Sänger
- Steffen Schleiermacher, Komponist, Pianist und Dirigent
- Ralf Schmidt (auch bekannt als IC Falkenberg), Musiker
- Gothart Stier, Oratoriensänger und Kirchenmusiker
- Carlferdinand Zech, Musikwissenschaftler, Komponist und Chorleiter